# 池野成
池野 成（いけの せい、1931年（昭和6年）2月24日 - 2004年（平成16年）8月13日）は、日本の作曲家、東京芸術大学及び東京音楽大学講師。北海道札幌市生まれの東京都出身。

## 来歴
曽祖父は最後の堺奉行を務めた旗本の池野好謙。祖父は植物学者の池野成一郎。父は判事の池野仁二。出生地の札幌は、当時の父の赴任地であった。
1950年（昭和25年）、東京音楽学校に入学して作曲を学び、池内友次郎や伊福部昭に師事。その後、1954年（昭和29年）に中退し、同じく同校を退任した伊福部に個人的に師事した。演奏会用の純音楽に関しては極端に寡作であり、その作品の編成の特異性から上演される機会も少ない。
1954年の映画『ゴジラ』の音楽で伊福部昭のアシスタントを務めた。1956年（昭和31年）の映画『稼ぐ日』で映画音楽を手がけたのに始まり、1960年代には映画音楽を中心に活躍した。座頭市シリーズの音楽を担当したことで知られ、手がけた映画は150本近くに及ぶ。
1993年（平成5年）ごろから体調を悪化し引退。1994年（平成6年）にスペインに移住するが、2004年8月13日、東京にて死去した。墓所は雑司ヶ谷霊園。

## 作曲作品について
池野が活躍していた時期の映画界は裕福であり、フル・オーケストラを使うことができたため、映画音楽を通じて近代オーケストラ作品の書法を実験・研究していた。これらの経験や伊福部昭著『管弦楽法』執筆の助手などを通じて、池野は近代オーケストレーションに精通していた。
池野成独自のオーケストレーションの特徴としては、ティンパニと同様に厳密にチューニングしたコンガやトムトムのアンサンブルを中心とした打楽器アンサンブルにより、定律楽器の集合体である管弦楽と調和しながら、より立体的で生々しい音像を実現したことであり、この書法は、下記の‘Evocation'に始まり‘Timpanata'を経て、ヴァイオリン協奏曲‘Rapsodia Concertante'で結実した。
池野成の音楽は古代主義とも称され、伝承されたアジア・アフリカの民族音楽が持つ生命力を希求し、チベットや日本の仏教音楽、能楽、ルワンダ・フトゥ族等のアフリカ音楽などの研究に基づくものである。音組織は調性の存在を当然のこととして、なおかつオリジナリティを追求し、民族音楽学者小泉文夫の核音の理論を参考にして構築されていた。特に`RapsodiaConcertante'の和声は、黛敏郎『涅槃交響曲』の梵鐘の響きの解析に基づく和声の踏襲や、‘Timpanata’にも見られる長三和音の平行進行を含む不協和音、短三和音を含む不協和音、完全５度の堆積を含む不協和音などに色分けされ、色彩の変化による表現の工夫が見られる。
旋律の形態は前記核音の理論（オクターヴに満たない音階の自由な組み合わせ）の影響が見られ、フリジア旋法への志向も顕著である。仏教聲明や能楽、能管の影響を感じさせる音型も多い。
楽曲構成は、複数のリフレインを用いたロンド形式的な大筋に池野のいわゆる『小さな対比』を適宜はさみ、前記多彩な和声の響きの変化と、激烈な変拍子やポリリズムが聴き手を熱狂に導くよう、緻密に計算されたものであり、作曲の弟子には楽曲構成の参考書として、エドガー・アラン・ポーの詩論『構成の原理』を推奨していた。（文責・津田泰孝=池野成の弟子）

## 人柄・作曲姿勢について
日常の池野成は優しい人柄で知られていたが、「此の作品に就いて私はとくに述べることはない。常の如く死物狂いで全力をつくした。後は作家として何を云うことがあろうか。」（池野成『純音楽作品表〈舞踊作品七番の音楽>』作曲者解説）にあるように作曲に賭ける執念は激しく、‘RapsodiaConcertante’作曲中の4年間は映画音楽の仕事を断り、生活に困窮しながら研鑽を続けた。このような厳しい作曲姿勢は、師伊福部昭の非西欧中心主義的な文化観や、傾倒していた山本常朝『葉隠』の影響下にあるとも見られ、門下には『葉隠』の「常住死に身」の精神を説いていた。（文責・津田泰孝=池野成の弟子）

## 主要な純音楽作品
- 序奏と交響的アレグロ（1952年、オーケストラ）第21回日本音楽コンクール管弦楽曲部門第2位入選。
- ダンス・コンセルタンテ（1953年、オーケストラ）[6]
- エヴォケイション（EVOCATION）（1974年、マリンバソロ、6トロンボーン、6パーカッション）
- ティンパナータ（Timpanata）（1977年、ティンパニソロ、他）
- RAPSODIA CONCERTANTE（1983年、ヴァイオリンソロ、三管編成のオーケストラ）[7]
  - 1983年、NHK-FMにて放送初演。磯恒男(独奏）、山岡重信（指揮）、東京フィルハーモニー交響楽団。
  - 2014年、ステージ初演。高木和弘（独奏）、阿部加奈子（指揮）、オーケストラ・ニッポニカ[8]。
  - 2015年、改訂版初演。荒井英治（独奏）、津田泰孝（指揮）、アンサンブル・ボーノ！。
- 古代的断章（1984年、12トロンボーン、6パーカッション）
- Omaggio al maestro Ifukube（1988年、『伊福部昭のモチーフによる讃』の1曲）
- ディヴェルティメント（Divertimento）（2000年・遺作、8打楽器）

## 映画音楽
- ゴジラ（1954年、本多猪四郎監督、東宝）　-　音楽アシスト※ノンクレジット
- 夜の河（1956年、吉村公三郎監督）
- 四十八歳の抵抗（1956年、吉村公三郎監督）
- 夜の蝶（1957年、吉村公三郎監督）
- 潤滑油（1959年、東京シネマ）
- 女子大学生 私は勝負する (1959年、東宝）
- 黒い画集 あるサラリーマンの証言（1960年、堀川弘通監督）
- 電送人間（1960年、福田純監督、東宝）
- 女の勲章（1961年、吉村公三郎監督）
- 女は二度生まれる（1961年、川島雄三監督）
- お嬢さん（1961年、弓削太郎監督）
- 花影（1961年、川島雄三監督）
- 雲がちぎれる時（1961年、五所平之助監督、松竹）[注釈 2]
- しとやかな獣（1962年、川島雄三監督、大映）
- 雁の寺（1962年、川島雄三監督、大映）
- キングコング対ゴジラ（1962年、本多猪四郎監督、東宝）　-　音楽アシスト※ノンクレジット
- 娘と私（1962年、堀川弘通監督）
- 箱根山 (1962年)
- その場所に女ありて（1962年、鈴木英夫監督）
- 赤い水（1963年、山本薩夫監督）
- 越前竹人形（1963年、吉村公三郎監督）
- 剣（1964年、三隅研次監督）
- 無宿者 (1964年)
- 傷だらけの山河（1964年、山本薩夫監督)
- 越後つついし親不知（1964年、今井正監督）
- 座頭市あばれ凧（1964年、池広一夫監督）
- 三大怪獣 地球最大の決戦（1964年、本多猪四郎監督、東宝）　-　音楽アシスト※ノンクレジット
- 恐山の女（1965年、五所平之助監督）
- 花実のない森（1965年、富本壮吉監督）
- 肉体の学校（1965年、木下亮監督）
- にっぽん泥棒物語（1965年、山本薩夫監督）
- こころの山脈（1966年、吉村公三郎監督）
- 氷点（1966年、山本薩夫監督、大映）
- 女のみづうみ（1966年、吉田喜重監督）
- 赤い天使（1966年、増村保造監督）
- 白い巨塔（1966年、山本薩夫監督、大映）
- 情炎（1967年、吉田喜重監督）
- 陸軍中野学校 竜三号指令（1967年）
- 座頭市牢破り（1967年、山本薩夫監督）
- 続大奥(秘)物語（1967年、中島貞夫監督）
- 樹氷のよろめき（1968年、吉田喜重監督）
- 眠れる美女（1968年、吉村公三郎監督）
- 牡丹燈籠（1968年、山本薩夫監督、大映）
- 妖怪大戦争（1968年、黒田義之監督、大映）
- 荒い海 (1968年)
- 座頭市喧嘩太鼓（1968年、三隅研次監督）
- 陸軍中野学校 開戦前夜 (1968年)
- ㊙トルコ風呂（1968年、村山新治監督、東映）
- 九尾の狐と飛丸（1968年、八木晋一監督、日本映画、アニメ）
- ザ・テンプターズ 涙のあとに微笑みを（1969年、内川清一郎監督、東宝）
- 与太郎戦記 (1969年)
- 誰のために愛するか（1971年、出目昌伸監督）
- 黒の斜面（1971年、貞永方久監督、松竹）
- 嫉妬（1971年、貞永方久監督）
- 化粧（1984年、池広一夫監督）
- ゴジラvsキングギドラ（1991年、大森一樹監督、東宝）　-　音楽アシスト※ノンクレジット
- ゴジラVSメカゴジラ（1993年、大河原孝夫監督、東宝）　-　音楽アシスト※ノンクレジット[4]

## 受賞歴
- 1952年　-　第21回音楽コンクール作曲管弦楽曲部門第2位[1]。